# Leonardo Gonçalves (cantor)
Leonardo Gonçalves, nome artístico de Hugo Leonardo Soares Gonçalves (Palmares, 7 de novembro de 1979),  é um cantor, compositor e músico brasileiro.
Faz parte de uma família de músicos ligados à Igreja Adventista do Sétimo Dia, da qual é membro. Morou muitos anos no exterior, ainda na infância, passando por Estados Unidos, Inglaterra e Alemanha. Seu trabalho com a música iniciou-se quando era jovem, participando do Coral Jovem do IASP e do Tom de Vida. Fez parte do grupo Novo Tom, com o qual lançou o disco O Melhor Lugar do Mundo, em 2001. Depois, deixou a banda para seguir carreira solo.
Seu primeiro registro foi lançado em 2002, chamado Poemas e Canções, pela gravadora Novo Tempo. Com este disco, o cantor se destacou pela música "Getsêmani". Cinco anos depois, produziu Viver e Cantar, com o qual foi indicado em várias categorias do Troféu Talento e iniciou a expansão de sua música para o grande público. Em 2010, após descobrir-se judeu, lançou Avinu Malkenu, gravado em hebraico e aramaico. Princípio e Fim, lançado em 2012 pela Sony Music Brasil, deu força à sua carreira musical, especialmente pelas músicas "Novo" e "Sublime" e foi aclamado pela crítica. Leonardo ainda gravou o ao vivo Princípio (2014), além de várias colaborações com outros artistas, singles e um EP como trilha sonora dos filmes evangélicos Você Acredita? e Ressurreição.

## Biografia
Leonardo Gonçalves nasceu em Pernambuco, na cidade de Palmares, em 1979. Com dois anos de idade, mudou-se do Brasil para a Alemanha, país onde morou até a adolescência. Segundo o músico, desde pequeno teve interesse por linguística, sendo formado em Letras na Universidade Estadual de Campinas. Sobre sua trajetória escolar, o músico disse, em entrevista a Veja: "Eu sempre fui o menino nerd da turma. Tirava boas notas e apanhava dos outros garotos na escola, pelo menos duas vezes na semana (risos). Vivia lendo e não tinha amigos. Era muito pequeno, estrangeiro... foi uma série de coisas que ajudou a definir quem eu sou, minha personalidade".  Atualmente é mestrando em Teoria Literária na Universidade Estadual de Campinas.
O músico diz, nos créditos do álbum Avinu Malkenu, que descobriu ter ascendência judaica em 2002. Até 2010, quando lançou o disco, Leonardo viajou para Israel e estudou textos bíblicos e a cultura judaica, da qual disse sempre ser interessado.
Soares é graduado em Letras pela Universidade Estadual de Campinas (Unicamp) e, mais tarde, iniciou mestrado em Teoria e História Literária pela mesma instituição.

## Carreira
Iniciou sua carreira musical aos quinze anos, em 1994, participando do Coral Jovem do IASP (atual UNASP) e do conjunto vocal Tom de Vida. Permaneceu cantando em diversos grupos, como o Novo Tom (grupo reformulado a partir do Tom de Vida), Coral Universitário do UNASP e Coro Bach do Instituto de Artes da Unicamp, onde se formou em Letras.
Em 2000 iniciou as gravações de um disco solo, o qual foi lançado em 2002. Era lançado Poemas e Canções. A música "Getsêmani", presente neste álbum, foi utilizada na montagem de um videoclipe com cenas do filme A Paixão de Cristo, tendo sido em seguida televisionado e posteriormente divulgado pela Internet, fato que aumentou a projeção de seu trabalho. O álbum, segundo o músico, vendeu mais de 70 mil cópias, feito considerável no meio evangélico brasileiro, seu público-alvo. 
Em 2007, cinco anos depois, lançou seu segundo álbum, Viver e Cantar (CD e DVD), trabalho que teve participação do grupo Communion como backing vocal na música "Ele Vive". Há também uma música ("Nachamu, Nachamu") cantada em hebraico. O disco aumentou sua exposição fora do meio adventista, tendo se destacado com outras faixas, como "Moriá" e "Livre, Enfim". Em 2008 venceu o Troféu Talento, na categoria "Revelação Masculina".
Fã confesso de João Alexandre, possui regravações de composições do cantor em seus dois trabalhos: "Coração", no álbum Poemas e Canções; e "Viver e Cantar", música tema do segundo álbum. Mais tarde, João o chamou para participar do disco Do Outro Lado do Mar, lançado em 2009, cantando a música "Quem Diz a Verdade". Realizou diversos duetos e participações especiais com outros cantores e grupos, como Sérgio Saas, Oficina G3, Ton Carfi, Laura Morena, Alessandra Samadello, Paulo César Baruk, entre outros. Também se apresentou em um show juntamente com Ed Motta, em 2011.
Em 2010, assinou contrato com a gravadora Sony Music Brasil, após dez anos na gravadora Novo Tempo. Em setembro daquele ano, foi lançado o terceiro álbum de Leonardo Gonçalves, intitulado Avinu Malkenu. A obra foi gravada totalmente em hebraico, após seis anos de pesquisa e produção. Mais tarde, o músico disse sobre o disco: "A experiência foi incrível. Indizível, na verdade. O tanto que aprendi e continuo aprendendo a respeito do Novo Testamento, quanto mais eu mexo com a cultura judaica, não tem palavras".
Desde 2011 Leonardo anunciara um disco inédito. O lançamento e gravação, no entanto, foram atrasadas diversas vezes, pela preocupação do cantor com a produção musical e arranjos. A obra foi finalmente lançada em abril de 2012, sendo o primeiro projeto do segmento evangélico a alcançar o topo dos lançamentos nacionais na plataforma digital iTunes. Com um caráter mais pop, o trabalho também foi aclamado pela crítica por seu teor conceitual e pelos arranjos, especialmente o de cordas, gravado pela Orquestra Sinfônica de Praga. Em 2015, o Super Gospel colocou-o como o melhor álbum da década até o momento em que o texto foi publicado. Leonardo produziu o clipe de "Novo", música de trabalho, em território europeu. O disco foi considerado o responsável por definitivamente solidificar a carreira do intérprete fora do segmento adventista e trazê-lo para o grande público. Também foi indicado ao Troféu Promessas.
Em 2013, participou da gravação do álbum Histórias e Bicicletas (Reflexões, Encontros e Esperança), da banda Oficina G3. O músico coordenou as gravações e participou em um dueto na música "Lágrimas", mais tarde lançado em 2015 na edição em DVD, o filme Histórias e Bicicletas Mais tarde, Mauro Henrique, vocalista da banda, montou com Leonardo e o vocalista do Rosa de Saron, Guilherme de Sá, um novo projeto de shows, intitulado de Loop Session + Friends. O evento percorreu teatros do Brasil entre os anos de 2015 e 2016.
Ainda em 2013, Leonardo produziu o seu primeiro projeto ao vivo, no Teatro Bradesco nos dias 10 e 11 de junho. Com direção de vídeo de Hugo Pessoa, foi gravado em São Paulo o álbum Princípio, com as participações especiais de Daniela Araújo e Duca Tambasco. A obra foi gravada sem orquestra, apenas com banda, por opção do artista. Em 2016, o músico resolveu iniciar uma turnê com o mesmo formato e estilo do DVD.
Em 2015, Leonardo Gonçalves fez parte da trilha sonora do filme Você Acredita?, lançando a versão em single "Acredito (We Believe)". A canção destacou-se nas plataformas digitais, alcançando milhões de visualizações na plataforma VEVO. Em 2016, o músico regravou as músicas "Getsêmani" e "Ele Vive" para o filme Ressurreição. As duas faixas também foram lançadas como single e em um EP chamado Ressurreição: Inspiracional.
Em abril de 2016, Leonardo Gonçalves anunciou publicamente que estaria dando uma pausa na carreira para se dedicar a outros projetos. Anunciou o lançamento do um selo LG7, com distribuição da Sony Music Brasil, com o qual traz artistas outrora independentes para o grande público e afirmou que, com isso, estaria "passando o bastão". Durante o ano, o músico realizou a turnê do álbum Princípio em vários teatros do Brasil..
A pausa coincidiu com a produção do álbum Sentido, que reuniu covers (como os singles "Deus Sabe, Deus Ouve, Deus Vê", "Paz em Suas Mãos" e "Both Sides, Now") e uma canção inédita ("Comigo"). O disco saiu em 2020 e garantiu a Leonardo sua primeira indicação ao Grammy Latino de Melhor Álbum de Música Cristã em Língua Portuguesa.
Em 2020, durante a pandemia de COVID-19, Leonardo Gonçalves anunciou que havia sido acometido de uma paresia na sua prega vocal esquerda, sem cura, o que interferiria em suas performances vocais. Apesar disso, o cantor não parou e manteve-se ativo com shows e trabalhos. Em 2023, fez uma turnê conjunta com o cantor e compositor Kleber Lucas e lançou a edição completa do álbum Princípio em comemoração aos 10 anos do projeto. No mesmo ano, também lançou o single inédito "Só Tenho a Ti" e anunciou um álbum infantil chamado Para Levi (2024).

## Vida pessoal

### Relacionamentos
Leonardo Gonçalves se casou em 2009 com a cantora e compositora Daniela Araújo. Os dois se conheceram na gravação do álbum Deus de Promessas ao Vivo da banda Toque no Altar, quando os dois participavam de um coral no show. Dentre o período em que se casaram, fizeram várias colaborações em conjunto. Acerca da personalidade de Daniela, ele disse: "Ela é extremamente competente em áreas em que tenho dificuldade e vice-versa. Infelizmente nem sempre podemos aproveitar o melhor um do outro, porque o meu trabalho me consome muito e o trabalho dela também consome muito a ela". Em 2015, o casal se separou, gerando certa polêmica em notícias da imprensa. Leonardo, mais tarde, disse que "sou uma pessoa muito reservada, não falo da vida particular".
Em novembro de 2018, Leonardo Gonçalves casou -se com a apresentadora Glauce Cunha, do programa Adventista Caixa de Música, da TV Novo Tempo, o que para muitos fãs e admiradores do cantor foi uma grande surpresa, bem como para a própria mídia, visto que o evento não foi divulgado oficialmente. O casal realizou uma cerimônia fechada na cidade de ITU, São Paulo.[carece de fontes?] O primeiro filho do casal, Levi, nasceu em 2021.

### Posicionamentos políticos
Ao longo da carreira, o cantor engajou-se politicamente, sobretudo em eleições presidenciais, como eleitor de Marina Silva nas eleições de 2010, 2014 e 2018. Em algumas ocasiões, declarou-se um social-democrata. Em 2022, decidiu se opor a candidatura de Jair Bolsonaro pelo que considerou um uso político da religião e o pânico moral. Na época, Leonardo Gonçalves afirmou que recebeu críticas e rejeição de parte do segmento evangélico. No mesmo ano, lançou o single "Messias", com participação de Kleber Lucas e Clovis Pinho, pela qual se posicionou contra o então presidente Bolsonaro e contra a pauta de armamento. Em 2023, Leonardo esteve na posse presidencial de Lula. Gonçalves é formado em letras na Unicamp.

## Discografia
Álbuns de estúdio
- 2002: Poemas e Canções
- 2007: Viver e Cantar
- 2010: Avinu Malkenu
- 2012: Princípio e Fim
- 2020: Sentido
- 2024: Para Levi

Álbuns ao vivo
- 2014: Princípio

EPs
- 2016: Ressurreição: Inspiracional
- 2017: SML

## Indicações e prêmios

### Troféu Talento
| Ano  | Categoria           | Nomeação           | Resultado |
| ---- | ------------------- | ------------------ | --------- |
| 2008 | Revelação Masculina | Leonardo Gonçalves | Venceu    |

### Troféu Promessas
| Ano           | Categoria          | Indicado           | Resultado |
| ------------- | ------------------ | ------------------ | --------- |
| 2011          | Melhor Cantor      | Leonardo Gonçalves | Indicado  |
| 2012          |                    |                    |           |
| Melhor Clipe  | "Novo"             | Indicado           |           |
| Melhor CD     | Princípio e Fim    | Indicado           |           |
| Melhor Cantor | Leonardo Gonçalves | Indicado           |           |

### Troféu de Ouro
| Ano  | Categoria                  | Nomeação           | Resultado |
| ---- | -------------------------- | ------------------ | --------- |
| 2014 | Melhor intérprete nacional | Leonardo Gonçalves | Venceu    |
| 2014 | Melhor música              | Sublime            | Venceu    |
| 2015 | Cantor São Paulo           | Leonardo Gonçalves | Venceu    |

### Troféu Gerando Salvação
| Ano  | Categoria      | Nomeação                        | Resultado |
| ---- | -------------- | ------------------------------- | --------- |
| 2017 | Cantor do ano  | Leonardo Gonçalves              | Venceu    |
| 2018 | Cantor do ano  | Leonardo Gonçalves              | Indicado  |
| 2018 | Super produção | "Deus sabe, Deus ouve, Deus vê" | Indicado  |

### Grammy Latino
| Ano  | Categoria                                 | Nomeação | Resultado |
| ---- | ----------------------------------------- | -------- | --------- |
| 2021 | Melhor Álbum Cristão em Língua Portiguesa | Sentido  | Indicado  |